# Doppelhaus Bauknecht & Graeßle

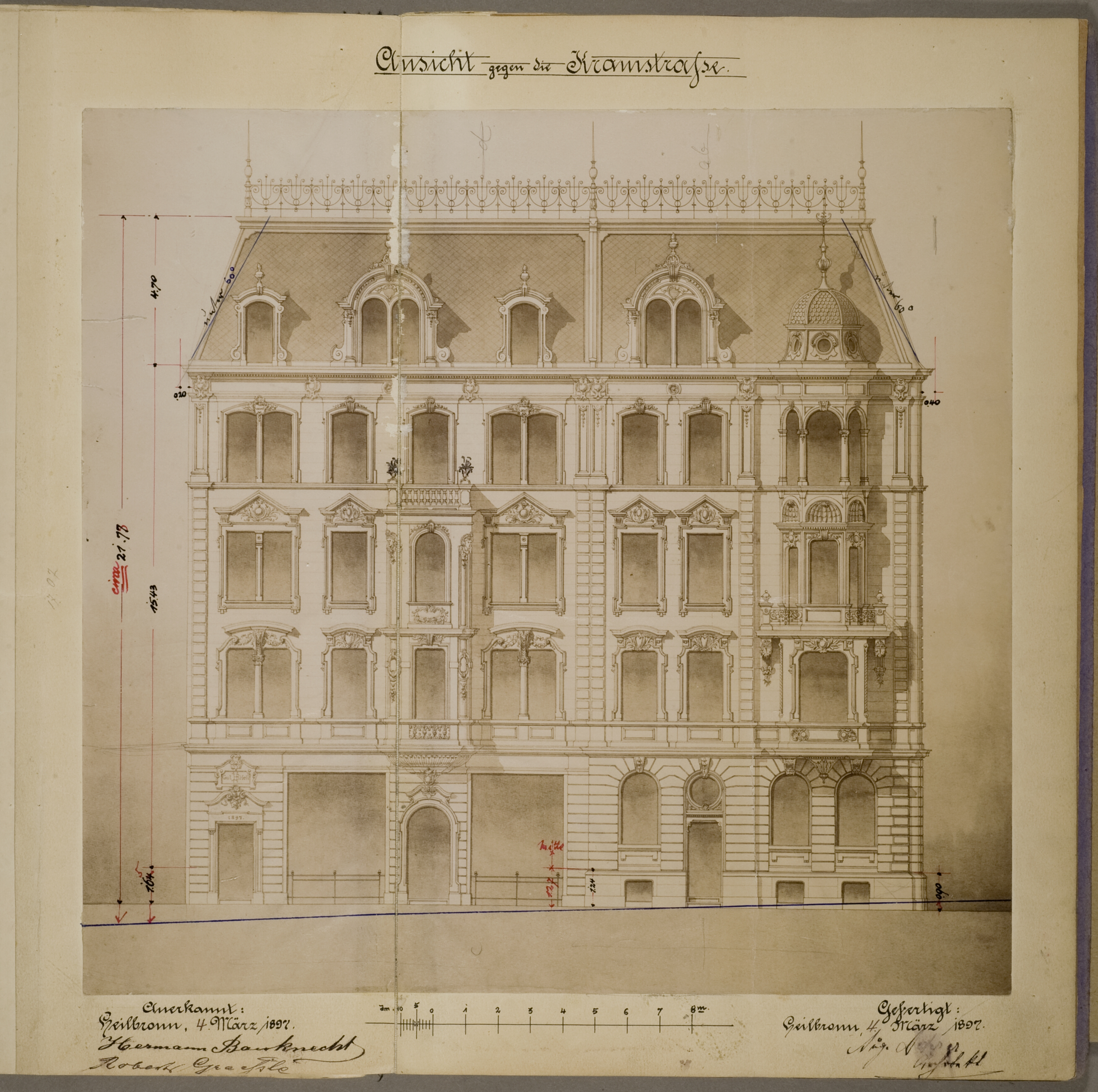
Doppelhaus Bauknecht & Graeßle, ausgeführter Entwurf.

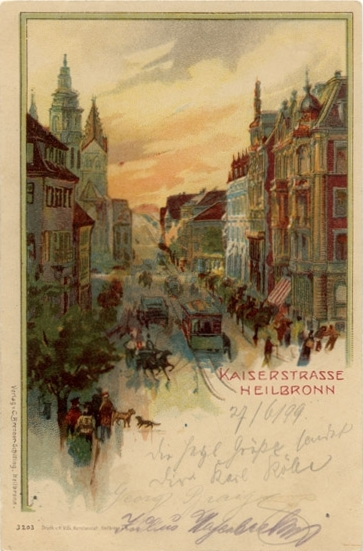
Doppelhaus Bauknecht & Graeßle auf einer Postkarte (vorne rechts)

Doppelhaus Bauknecht & Graeßle auf einer Postkarte (vorne rechts)

Das Doppelhaus Bauknecht & Graeßle an der Kaiserstraße 33–35 in Heilbronn wurde 1897 für Herrmann Bauknecht und Robert Graeßle nach Entwürfen des Architekten August Dederer erbaut. Der gründerzeitliche Prachtbau wurde an der Stelle des Hauses des verstorbenen Geistlichen Heinrich Ludwig Münster und der Offizin des Buchdruckers Johann Christian Leucht erbaut, von denen die alten Keller erhalten blieben.
Das Prachtgebäude wurde im Zweiten Weltkrieg zerstört. Seit der Zeit des Wiederaufbaus befindet sich an der Stelle des Hauses 33 ein für das Schuhhaus Walch erbautes Gebäude, während auf der Stelle des Hauses 35 heute der zweigeschossige Vorbau der denkmalgeschützten Dresdner Bank zu finden ist.

## Geschichte
Vor der Umgestaltung der Kaiserstraße zur Durchgangsstraße 1897 hatte das Anwesen an der Kaiserstraße 33–35 die Adressen Präsenzgasse 5 und 3 getragen. Bei der Häuserzählung 1855 erhielten sie die Nummer 879 (Offizin des Buchdruckers Johann Christian Leucht) und 880 (Haus des Heinrich Ludwig Münster).

### Haus des Heinrich Ludwig Münster (1723)

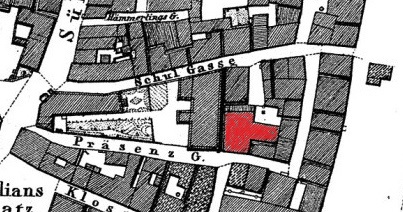
Heilbronn, 1723 Haus von H.L. Münster.

Der einst dort befindliche Bau war das Haus des Geistlichen Heinrich Ludwig Münster (* 5. Dezember 1662 in Flein; † 5. März 1723 in Heilbronn), danach das Gasthaus Der Ritter. Heinrich Ludwig Münster war ein Ururenkel des Stammvaters der Heilbronner Münster-Familie, die mehr als 150 Jahre in Heilbronn und seinen reichsstädtischen Dörfern die Pfarrstellen besetzte. Heinrich Ludwig wurde als Sohn von Johann Ludwig Münster und seiner Frau Agnes Dorothea, gebürtige Kollenberger, geboren und hatte Theologie in Straßburg und Altdorf bei Nürnberg studiert. Von 1714 bis 1723 hatte er als Senior der Heilbronner Geistlichkeit die erste Predigerstelle an der Heilbronner Kilianskirche inne, und war auch Scholarch. 33 Jahre war er Pfarrer, 30 Jahre davon in Heilbronn. Münster verfügte über ein „beachtliches Vermögen, wie es nur wenige andere in der Stadt“ hatten. Die Verlassenschaft des verstorbenen Münster ist wissenschaftlich wichtig:

„Keine andere Quelle ist bezüglich der Aufzählung von Hab und Gut den Inventuren gleichzusetzen. Sie stellen deshalb für jeden kulturgeschichtlich Interessierten eine Fundgrube ersten Ranges dar. Darüber hinaus gehören sie zu den wichtigsten familiengeschichtlichen Quellen überhaupt.“

### Offizin des Buchdruckers Johann Christian Leucht  (1743)

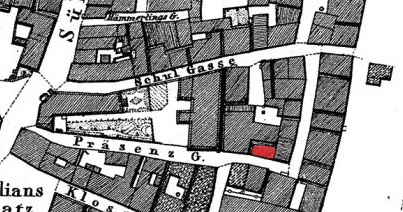
Heilbronn, Offizin des Buchdruckers Johann Christian Leucht.

Der Buchdrucker Johann Christian Leucht (* 25. Juni 1683 in Arnstadt; † 6. Oktober 1752 in Heilbronn), kam aus Arnstadt in Thüringen. Leucht war in Heilbronn ab 1732 Mitglied des Großen Rats. Seine Druckerei war 1743 abgebrannt, doch Leucht errichtete sie erneut. Er beantragte am 24. Dezember 1743 den Druck eines wöchentlichen „Kundschafftsblättleins“: „Herr Leucht seye gesonnen, allhier ein wöchentliches Kundschafftsblättlein zu trucken und frage an, ob es erlaubt seye“. Dieses wurde ihm schon am 28. Dezember erlaubt mit der Klausel „nichts darin zu trucken, wodurch löblicher Magistrats eines Praejudiz zugezogen werden könnte“. Nach vier Tagen erschien zum 1. Januar 1744 in seiner Offizin die „erste Zeitung in Heilbronn“ unter dem Titel Wochentlich Heilbronnisches Nachricht- und Kundschaftsblatt. Das Blatt änderte mehrmals seinen Namen. Ab 1801 hieß es Intelligenzblatt. und ab 1844 hieß es Intelligenzblatt von Heilbronn. und war nun Amtsblatt für die Oberamtsbezirke Heilbronn, Brackenheim, Neckarsulm und Weinsberg sowie für Bad Wimpfen. Ab 1848 hieß die Zeitung Heilbronner Tagblatt, ab 1861 Neckar-Zeitung.

### Doppelhaus Bauknecht & Graeßle (1897)

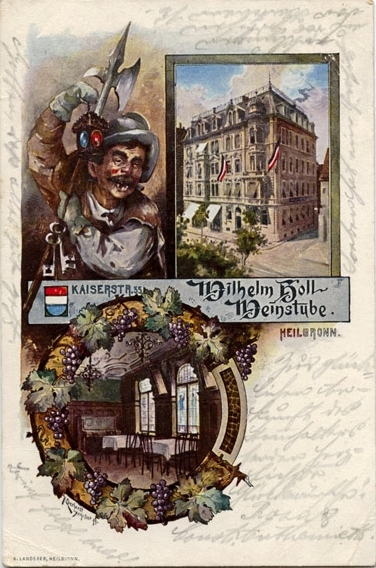
Postkarte von 1899

Nach dem Umbau der Kaiserstraße im Jahre 1897 entstanden auf vielen der alten Grundstücke repräsentative Gebäude der Zeit, die auf den Kellern der Vorgängerbauten ruhten. An der Kaiserstraße 33–35  wurde 1897 nach Plänen des Architekten August Dederer ein Geschäftshaus für Gauturnwart Herrmann Bauknecht (* 11. Juli 1845; † 21. November 1927) und Robert Graeßle erbaut. Dederer zeichnete in Heilbronn u. a. auch für die Gebäude in der Herbststraße 8, am Silcherplatz 6, in der Uhlandstraße 70 sowie der Wilhelmstraße 52, 54, 56 und 58 verantwortlich.
Das Gebäude an der Kaiserstraße 33–35 zählte zu einer sich über die Hausnummern 25 bis 37 erstreckenden Gruppe repräsentativer Gebäude, die die Kaiserstraße zur „Prachtstraße der Gründerzeit“ machten: „Nirgends gab sich Heilbronn großstädtischer“. Die Keller der Vorgängerbauten blieben erhalten, so ein Gewölbekeller in 6,40 Metern Tiefe. Zudem ein Keller in 5,10 Meter Tiefe.
1901 war die Firma Carl Wolf im Haus Nr. 33 beheimatet. 1928 war das Schuhhaus Walch im Haus Nr. 33 zu finden. Bis 1944 befand sich in Nr. 33 auch die Hauptverkaufsstelle der Firma Tengelmann. Im Haus Nr. 35 befand sich bis zur Zerstörung des Gebäudes im Jahre 1944 die Weinwirtschaft des Wilhelm Holl.
Die Gebäude wurden flankiert von weiteren Prachtbauten. Im linken Nachbargebäude (Nr. 31) befand sich um 1900 erst noch ein Café, später bezog eine Privatbank das Gebäude, im rechten Nachbargebäude (Nr. 37) hatte die Handels- und Gewerbebank ihren Sitz.

### Zerstörung 1944 und Neubauten

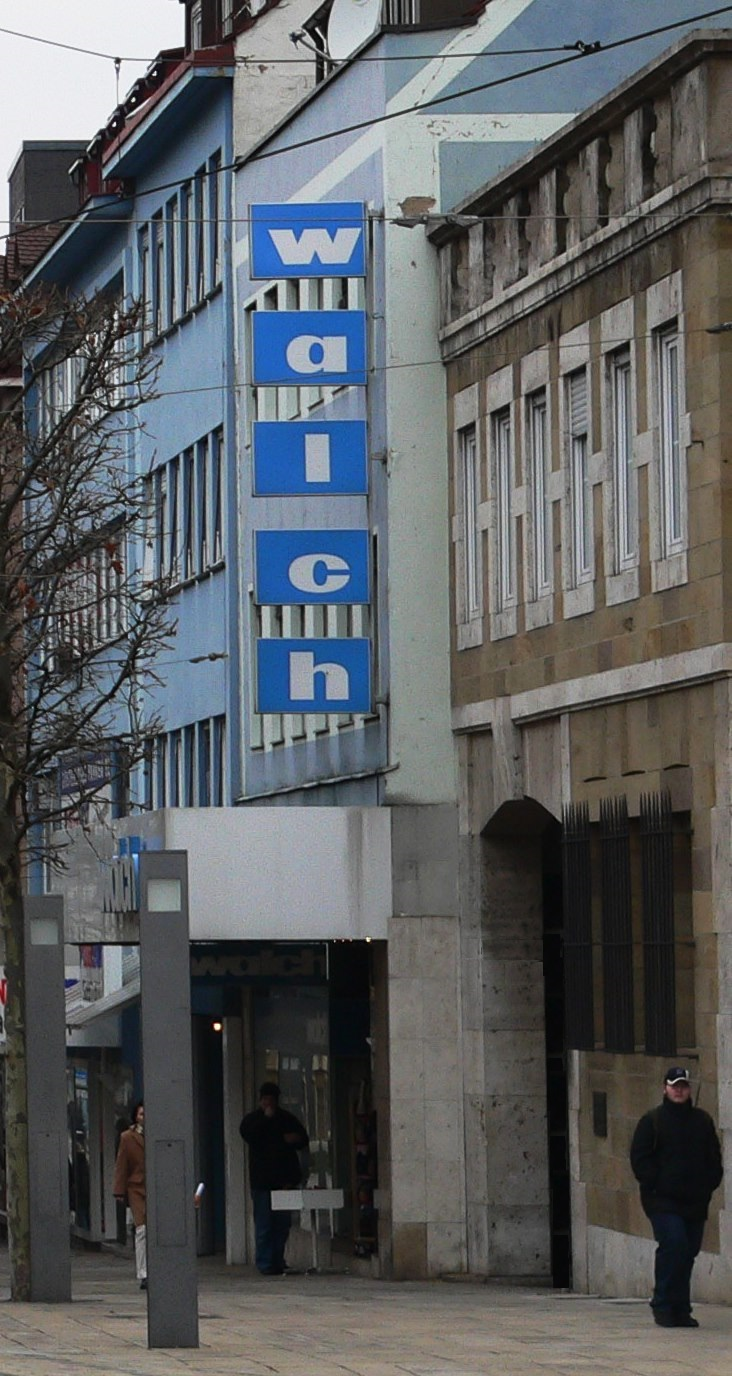
Schuhhaus Walch (33) u. Dresdner Bank (35).

1944 wurde das Gebäude bei den Luftangriffen auf Heilbronn zerstört. An gleicher Stelle entstand nach dem Zweiten Weltkrieg ein Neubau für das Schuhhaus Walch (Nr. 33) und das Gebäude der Dresdner Bank (Nr. 35), das inzwischen unter Denkmalschutz steht.